# Coupe d'Europe des vainqueurs de coupe féminine de handball 2003-2004
Navigation
Coupe des coupes 2002-2003 Coupe des coupes 2004-2005
La Coupe d'Europe des vainqueurs de coupe féminine de handball 2003-2004 est la 28e édition de la Coupe d'Europe des vainqueurs de coupe féminine de handball, compétition de handball créée en 1976 et organisée par l'EHF.
La compétition est remportée par les Danoises d'Ikast Bording EH, victorieuses en finale des Autrichiennes d'Hypo Niederösterreich.

## Formule
La Coupe des Vainqueurs de Coupe est également appelée C2. Il est d’usage que les vainqueurs des coupes nationales respectives y participent. L'ensemble des rencontres se disputent en matchs aller-retour, y compris la finale.
31 équipes participent à la compétition :
- 22 équipes prennent part au premier tour ;
- 5 équipes sont directement qualifiées pour le deuxième tour ;
- 4 équipes, reversées de la Ligue des champions (C1) après avoir terminé troisièmes de leur poule de la phase de groupes, sont directement qualifiées pour les quarts de finale.

## Résultats

### Premier tour
22 équipes participantes, 11 qualifiées pour le deuxième tour

### Deuxième tour
16 équipes participantes, 8 qualifiées pour le troisième tour

### Troisième tour
8 équipes participantes, 4 qualifiées pour les quarts de finale

### Quarts de finale
Les quatre clubs reversées de la Ligue des champions (C1) après avoir terminé troisièmes de leur poule de la phase de groupes sont l'El Osito L'Eliana Valencia, l'Ikast Bording EH, l'Hypo Niederösterreich et l'Elda Prestigio.
| Date Aller   | Club                       | Aller   | Total   | Retour  | Club              | Date Retour  |
| ------------ | -------------------------- | ------- | ------- | ------- | ----------------- | ------------ |
| 13 mars 2004 | Ikast Bording EH           | 36 – 26 | 70 – 56 | 34 – 30 | Ferrobus Mislata  | 21 mars 2004 |
| 13 mars 2004 | Elda Prestigio             | 20 – 28 | 45 – 61 | 25 – 33 | FC Copenhague     | 20 mars 2004 |
| 12 mars 2004 | Hypo Niederösterreich      | 30 – 15 | 60 – 41 | 30 – 26 | Váci NKSE         | 19 mars 2004 |
| 13 mars 2004 | El Osito L'Eliana Valencia | 21 – 25 | 49 – 53 | 28 - 28 | HB Metz Metropole | 21 mars 2004 |

### Demi-finales
| Date Aller    | Club              | Aller   | Total   | Retour  | Club                  | Date Retour   |
| ------------- | ----------------- | ------- | ------- | ------- | --------------------- | ------------- |
| 17 avril 2004 | FC Copenhague     | 27 – 29 | 51 – 68 | 24 – 39 | Hypo Niederösterreich | 23 avril 2004 |
| 18 avril 2004 | HB Metz Metropole | 23 – 21 | 48 – 55 | 25 – 34 | Ikast Bording EH      | 24 avril 2004 |

Les résultats détaillés sont :
FC Copenhague - Hypo NÖ 27-29 (14-13)
- FC Copenhague : Mette Vestergaard (12), Matilda Boson (5)...
- Hypo NÖ : Gabriela Rotiș (en) (7), Anđa Bilobrk (hr) (6)...

HB Metz Métropole - Ikast Bording 23-21 (11-11)
- Metz : Cerna (tout le match, 12 arrêts); Jacques Szabo (7/12), Kanto (2/4), Selambarom (0/1), Lannes, Dajcman (1/3), Cendier-Ajaguin (5/8), Drii Hadj (1/2), Vogein (2/4), Wendling (1/3), Ludwig (0/1), Hadi (0/1), Medved (4/8 dont 1/1 pen)
- Ikast : Mortensen (19 minutes, 2 arrêts), Vojcic (41 minutes, 15 arrêts) ; Kjaergaard (1/2), Blanco (1/1), T. Jensen (0/1), Miller, Daugaard (3/5), Hammerseng (1/6 dont 0/1 pen), Touray (4/7), Ercevic, Batinic (0/3), Jovovic (0/2), Paunica (11/14 dont 3/3 pen)

Hypo NÖ - FC Copenhague 39-24 (20-12)
- Hypo NÖ : Anđa Bilobrk (hr) (12), Sladjana Dronić (7)...
- FC Copenhague : Mette Vestergaard et An de Boer (5)...

Ikast Bording - HB Metz Métropole 34-25 (16-10)
- Ikast : Mortensen (tout le match, 16 arrêts dont 2/3 pen); Kjaergaard (1/1), Blanco (1/1), Knudsen (0/1), T. Jensen (2/6), Hansen (1/1), Daugaard (9/10), Hammerseng (1/2), Touray (6/11), B. Andersen (2/2), Batinic, Jovovic (3/5), Paunica (8/12 dont 3/3 pen)
- Metz : Cerna (tout le match, 12 arrêts), Jacques Szabo (5/13 dont 1/2 pen), Kanto (2/3), Selambarom, Lannes (1/2), Dajcman (0/1), Cendier-Ajaguin (9/12), Drii Hadj, Vogein (0/2), Wendling (3/5), Ludwig (0/1), Hadi (0/1), Medved (5/12 dont 0/1 pen)

### Finale
| Date Aller  | Club                  | Aller   | Total   | Retour  | Club             | Date Retour |
| ----------- | --------------------- | ------- | ------- | ------- | ---------------- | ----------- |
| 15 mai 2004 | Hypo Niederösterreich | 35 – 30 | 57 – 66 | 22 – 36 | Ikast Bording EH | 21 mai 2004 |

Les meilleurs buteuses sont :
Hypo NÖ - Ikast Bording 35-30 (20-16)
- Hypo NÖ : Gabriela Rotiș (en) (13), Anđa Bilobrk (hr) (7)...
- Ikast Bording : Narcisa Paunica (6), Bettina Andersen (5)...

Ikast Bording - Hypo NÖ 36-22 (18-11)
- Ikast Bording : Gro Hammerseng (8), Narcisa Paunica (6)...
- Hypo NÖ : Anđa Bilobrk (hr) (8), Simona Spiridon (6)...

## Les championnes d'Europe
| Championne d'Europe EHF des vainqueurs de coupe 2004 Ikast Bording EH 1er titre |

L'effectif de l'Ikast Bording EH était :
- Kristina Abildtrup
- Bettina Andersen
- Kristine Andersen
- Ana Batinić
- Isabel Blanco
- Danijela Erčević
- Camilla Eriksen
- Line Fruensgaard (Daugaard)
- Gro Hammerseng
- Sara Hansen
- Else Jensen
- Trine Jensen
- Sofie Helt Jepsen
- Sanja Jovovic
- Tonje Kjærgaard
- Lise Knudsen
- Narcisa Paunica (Lecușanu)
- Karin Mortensen
- Anja Nielsen
- Karen Schmokel
- Josephine Touray
- Ana Vojčić (da)